# Dziahciany
Dziahciany (biał. Дзягцяны; ros. Дегтяны, ros. nazwa normatywna Дегтяные) – przystanek kolejowy w pobliżu miejscowości Dziahcianyja, w rejonie kopylskim, w obwodzie mińskim, na Białorusi. Leży na linii Osipowicze – Baranowicze.